# Quasi-catégorie
En mathématiques, plus précisément en théorie des catégories, une quasi-catégorie est une généralisation de la notion de catégorie. L'étude de telles généralisations est connue sous le nom de théorie des catégories supérieures.
Les quasi-catégories ont été introduites par Boardman (de) et Vogt en 1973. 
André Joyal a fait beaucoup progresser l'étude des quasi-catégories en montrant qu’il existe un analogue pour les quasi-catégories de la plupart des notions de base de la théorie des catégories et même de certaines notions et théorèmes d’un niveau plus avancé. Jacob Lurie a écrit un traité détaillé sur cette théorie en 2009.
Les quasi-catégories sont des ensembles simpliciaux d’un type particulier. Comme les catégories ordinaires, elles contiennent des objets, les 0-simplexes de l'ensemble simplicial et des morphismes entre ces objets, les 1-simplexes. Mais contrairement aux catégories standard, la composition de deux morphismes n'est pas définie de manière unique. Tous les morphismes qui peuvent servir de composition entre deux morphismes donnés sont reliés entre eux par des morphismes inversibles d'ordre supérieur (2-simplexes considérés comme « homotopies »). Ces morphismes d'ordre supérieur peuvent également être composés, mais encore une fois la composition n'est bien définie qu'à des morphismes inversibles d’ordre encore plus élevé près, etc.
L'idée sous-jacente de la théorie des catégories supérieures (du moins lorsque les morphismes supérieurs sont inversibles) est de munir, contrairement à ce que l’on fait en théorie des catégories standard, l’ensemble des morphismes entre deux objets d’une structure d’espace topologique. Cela suggère qu'une catégorie supérieure devrait simplement être une catégorie topologiquement enrichie. Le modèle des quasi-catégories est toutefois mieux adapté aux applications que celui des catégories topologiquement enrichies, bien que Lurie ait prouvé que les deux ont des modèles naturels Quillen-équivalents (en).

## Définition
Par définition, une quasi-catégorie C est un ensemble simplicial satisfaisant les conditions internes de Kan : toute « corne de C » (application simpliciale de {\displaystyle \Lambda ^{k}[n]} dans C avec {\displaystyle 0<k<n}) possède un prolongement de {\displaystyle \Delta [n]} dans C. (Voir Fibration de Kan (en) pour une définition des ensembles simpliciaux {\displaystyle \Delta [n]} et {\displaystyle \Lambda ^{k}[n]}.)
L'idée est que les 2-simplexes sont censés représenter des triangles commutatifs (au moins à homotopie près). Une application représente une paire composable. Ainsi, dans une quasi-catégorie, on ne peut pas définir de loi de composition sur les morphismes, puisqu’il existe différentes façons de composer les applications.
Il résulte de cette définition que {\displaystyle C^{\Delta [2]}\to C^{\Lambda ^{1}[2]}} est une fibration de Kan triviale. En d'autres termes, bien que la loi de composition ne soit pas définie de manière unique, elle est unique à un choix contractile près.

## La catégorie homotopique
À toute quasi-catégorie C, on peut associer une catégorie usuelle hC, appelée la catégorie homotopique (en) de C. Les objets de la catégorie homotopique  sont les sommets de C. Les morphismes sont donnés par les classes d'homotopie d'arêtes entre sommets. La composition est donnée en utilisant la condition de « remplissage de corne » pour n = 2.
Pour un ensemble simplicial général, il existe un foncteur {\displaystyle \tau _{1}} de sSet dans Cat, appelé foncteur fondamental et, pour une quasi-catégorie C, la catégorie fondamentale et la catégorie homotopique sont identiques ; c'est-à-dire {\displaystyle \tau _{1}(C)=hC}.

## Exemples
- Le nerf d'une catégorie est une quasi-catégorie vérifiant la propriété supplémentaire que le remplissage de toute corne intérieure est unique. Inversement, une quasi-catégorie telle que tout corne intérieure possède un remplissage unique est isomorphe au nerf d’une catégorie. La catégorie homotopique du nerf de  C est isomorphe à C.
- Étant donné un espace topologique X, on définit son ensemble singulier S(X). C'est un ensemble simplicial également connu sous le nom ∞-groupoïde fondamental de X. S(X) est une quasi-catégorie dans laquelle chaque morphisme est inversible. La catégorie homotopique de S(X) est le groupoïde fondamental de X.
- D’une façon plus générale, tout complexe de Kan (en) est un exemple de quasi-catégorie. Dans un complexe de Kan, les applications de toutes les cornes, pas uniquement celles des cornes intérieures, peuvent toutes être remplies, ce qui a pour conséquence que tous les morphismes d'un complexe de Kan sont inversibles. Les complexes de Kan sont donc analogues aux groupoïdes en ce sens que le nerf d'une catégorie est un complexe de Kan si et seulement si la catégorie est un groupoïde.